# Szczęsny Leszek Zgliczyński
Szczęsny Leszek Zgliczyński (ur. 20 listopada 1914 w Lublinie, zm. 2 października 2008 w Warszawie) – polski lekarz radiolog, nauczyciel akademicki, profesor nauk medycznych. W latach 1972–1979 rektor Akademii Medycznej w Warszawie.

## Życiorys
Studia odbywał na Wydziale Lekarskim Uniwersytetu im. Stefana Batorego w Wilnie w latach 1932–1938. W 1934 został przyjęty do korporacji studenckiej Konwent Polonia.
Po wybuchu II wojny światowej osiedlił się w osadzie Głusk koło Lublina, gdzie w latach 1939–1944 prowadził prywatną praktykę lekarską. W 1944 został wcielony do II Armii Wojska Polskiego. Służbę wojskową w stopniu porucznika zakończył w 1946.
W 1946 rozpoczął pracę jako asystent w Katedrze Radiologii Lekarskiej na Wydziale Lekarskim Uniwersytetu Warszawskiego (od 1950 w Akademii Medycznej w Warszawie). W latach 1947–1948 jako stypendysta Światowej Organizacji Zdrowia odbywał staże w Stanach Zjednoczonych w Columbia University w Nowym Jorku, University of Illinois w Chicago i Mayo Clinic w Roechester. Od 1953 do 1960 związany z Instytutem Doskonalenia i Specjalizacji Kadr Lekarskich, w którym pełnił m.in. funkcję zastępcy dyrektora. W latach 1954–1955 pracował jako kierownik Katedry Radiologii w Hamhhungu w Szpitalu Polskiego Czerwonego Krzyża w Korei Północnej. W latach 1964–1969 pełnił funkcję prodziekana Wydziału Lekarskiego Akademii Medycznej w Warszawie. W latach 1970–1980 sprawował funkcję dyrektora Instytutu Radiologii.
Stopień doktora nauk medycznych uzyskał w 1948, a stopień doktora habilitowanego w 1954. W 1964 otrzymał tytuł profesora nadzwyczajnego i w 1974 tytuł profesora zwyczajnego.
Członek Polskiego Towarzystwa Lekarskiego oraz Polskiego Towarzystwa Radiologicznego, w tym w latach 1970–1974 przewodniczący zarządu głównego tego towarzystwa. Członek Rady Naukowej przy ministrze zdrowia oraz członek Rady Naukowej Centrum Zdrowia Dziecka. W latach 1966–1980 członek Komisji Radiologii i Komitetu Patofizjologii Klinicznej Polskiej Akademii Nauk. W latach 1970–1980 pełnił funkcję krajowego specjalisty w dziedzinie radiologii. W latach 1974–1982 pracował jako ekspert Światowej Organizacji Zdrowia do spraw związanych ze szkoleniem podyplomowym.
W 1972 został mianowany przez ministra zdrowia rektorem Akademii Medycznej w Warszawie. Funkcję tę pełnił do 1979. Jako rektor w 1975 powołał II Wydział Lekarski AM oraz zainicjował budowę szpitala klinicznego przy ul. Banacha.
Autor i współautor ponad 100 publikacji, w tym redaktor czterech wydań podręcznika pt. Radiologia. Promotor 32 prac doktorskich.
Pochowany na cmentarzu Powązkowskim w Warszawie (kwatera 233-2-15).

## Odznaczenia
- Medal „Za zasługi dla radiologii” (1986)[6]
- Zasłużony Nauczyciel PRL (1980)[6]
- Krzyż Komandorski Orderu Odrodzenia Polski (1978)[6]
- Krzyż Kawalerski Orderu Odrodzenia Polski (1973)[6]
- Order Sztandaru Pracy KRLD (1958)[6]
- Złoty Krzyż Zasługi (1955)[6][10].